# 舞咲りん
舞咲 りん（まいさき りん、11月26日 - ）は、元宝塚歌劇団雪組の娘役。
宮崎県宮崎市、宮崎女子高等学校出身。身長160cm。愛称は「ヒメ」。

## 来歴
1997年、宝塚音楽学校入学。
1999年、宝塚歌劇団に85期生として入団。入団時の成績は9番。雪組公演「再会／ノバ・ボサ・ノバ」で初舞台。組まわりを経て雪組に配属。
2011年、音月桂トップ大劇場お披露目となる「ロミオとジュリエット」で、大劇場初のエトワールに抜擢。
2020年3月22日、「ONCE UPON A TIME IN AMERICA」東京公演千秋楽をもって、宝塚歌劇団を退団。退団公演では自身4度目となるエトワールを務めた。
退団後は、幼い頃に憧れていた保育士になることを決意し、宮崎学園短期大学の保育科に社会人枠で入学。
2023年に卒業後は、実家の保育園に保育士・音楽療法士として勤務している。
保育士・音楽療法士の傍らテレビ宮崎の『#Link』のレギュラーコメンテーターを務めていたが、現在は不定期出演。

## 宝塚歌劇団時代の主な舞台

### 初舞台
- 1999年4 - 5月、雪組『再会』『ノバ・ボサ・ノバ』（宝塚大劇場）

### 組まわり
- 1999年5 - 6月、月組『螺旋のオルフェ』『ノバ・ボサ・ノバ』（宝塚大劇場のみ）
- 1999年7 - 8月、雪組『再会』『ノバ・ボサ・ノバ』（1000days劇場）

### 雪組時代
- 2000年、バウホール『ささら笹舟』直江
- 2001年、バウホール『アンナ・カレーニナ』エカテリーナ・シチェルバツキー（キティ）[3]
- 2000年、『愛 燃える』新人公演・菫花（本役：白羽ゆり）『Rose Garden』
- 2002年、ドラマシティ『殉情（じゅんじょう）』少年時代の佐助
- 2002年、『追憶のバルセロナ』チェキータ、新人公演：ビアンカ（本役：愛耀子）『On the 5th』
- 2002年、バウホール・日本青年館『ホップ・スコッチ』ジェニー・メイソン[3]
- 2003年、『春麗の淡き光に』上臈、新人公演：忍（本役：愛耀子）『Joyful!!』
- 2003年、全国ツアー『春麗の淡き光に』上臈『Joyful!!』
- 2003年、『Romance de Paris』新人公演：アドリーヌ（本役：澪うらら）『レ・コラージュ』
- 2004年、中日劇場『Romance de Paris』クラウン『レ・コラージュ』
- 2004年、『スサノオ』アズキヒメ、新人公演・オキノヒメ（本役：白羽ゆり）『タカラヅカ・グローリー!』
- 2004年、ドラマシティ『あの日見た夢に』フラニー
- 2004年、『青い鳥を捜して』新人公演・マザー・フローレンス（本役：邦なつき）『タカラヅカ・ドリーム・キングダム』
- 2005年、バウホール『さすらいの果てに』ナキア
- 2005年、『霧のミラノ』クレリア、新人公演：ジーナ（本役：美穂圭子）『ワンダーランド』
- 2005年、バウホール『DAYTIME HUSTLER』ヴァネッサ
- 2006年、『ベルサイユのばら-オスカル編-』ヘリオトロープ
- 2006年、『堕天使の涙』ニーナ『タランテラ!』
- 2007年、バウホール『ノン ノン シュガー!!』ザザ
- 2007年、『エリザベート』女官
- 2007年、全国ツアー『星影の人』福富『Joyful!!II』
- 2008年、『君を愛してる-Je t'aime-』ラヴァンド『ミロワール』
- 2008年、全国ツアー『外伝ベルサイユのばら-ジェローデル編-』尼僧『ミロワール』
- 2008年、『ソロモンの指輪』『マリポーサの花』
- 2009年、バウホール・日本青年館『忘れ雪』
- 2009年、『風の錦絵』『ZORRO 仮面のメサイア』マニトゥ
- 2009年、『ロシアン・ブルー』ライサ・ネコタナ『RIO DE BRAVO!!（リオ デ ブラボー）』
- 2009年、全国ツアー『情熱のバルセロナ』ファニータ『RIO DE BRAVO!!（リオ デ ブラボー）』 初エトワール[3]
- 2010年、『ソルフェリーノの夜明け』シスター・ネネット『Carnevale（カルネヴァーレ）睡夢（すいむ）』
- 2010年、『ロジェ』エルビラ『ロッ・クオン!』
- 2010年、ドラマシティ『はじめて愛した』アンヌ
- 2011年1 - 3月、『ロミオとジュリエット』 エトワール
- 2011年4 - 5月、『黒い瞳』ヴァシリーサ『ロック・オン!』（全国ツアー）
- 2011年7月、『ハウ・トゥー・サクシード』（梅田芸術劇場）ミス・ジョーンズ
- 2011年9 - 11月、『仮面の男』ミレディ『ROYAL STRAIGHT FLUSH!!』
- 2012年1月、『インフィニティ-限りなき世界-』（バウホール）
- 2012年3 - 5月、『ドン・カルロス』レルマ公女／幻覚（女）『Shining Rhythm!』
- 2012年7 - 8月、『フットルース』（梅田芸術劇場・博多座）エセル・マコーマック
- 2012年10 - 12月、『JIN-仁-』松本敦子／ヨネ『GOLD SPARK!-この一瞬を永遠に-』 エトワール[3]
- 2013年2月、『若き日の唄は忘れじ』おふね『Shining Rhythm!』（中日劇場）
- 2013年4 - 7月、『ベルサイユのばら-フェルゼン編-』ブリジッド
- 2013年8 - 9月、『春雷』（バウホール）ヴェラ
- 2013年11 - 2014年2月、『Shall we ダンス？』リン『CONGRATULATIONS 宝塚!!』
- 2014年3月、『ベルサイユのばら-オスカルとアンドレ編-』（全国ツアー）カトリーヌ
- 2014年6 - 8月、『一夢庵風流記 前田慶次』加賀『My Dream TAKARAZUKA』
- 2014年10月、『伯爵令嬢』（日生劇場）ジャンヌ
- 2015年1 - 3月、『ルパン三世 -王妃の首飾りを追え!-』マリー・ルゲイ『ファンシー・ガイ!』
- 2015年5 - 6月、『アル・カポネ-スカーフェイスに秘められた真実-』（ドラマシティ・赤坂ACTシアター）デール・ウィンター
- 2015年7 - 10月、『星逢一夜（ほしあいひとよ）』汀『La Esmeralda（ラ エスメラルダ）』
- 2016年2 - 5月、『るろうに剣心』揚屋の女将
- 2016年6 - 7月、『ドン・ジュアン』（KAAT神奈川芸術劇場・ドラマシティ）ファニータ
- 2016年10 - 12月、『私立探偵ケイレブ・ハント』アパートの管理人『Greatest HITS!』
- 2017年2月、『星逢一夜（ほしあいひとよ）』汀『Greatest HITS!』（中日劇場）
- 2017年4 - 7月、『幕末太陽傳（ばくまつたいようでん）』やり手おくま『Dramatic “S”!』
- 2017年8 - 9月、『CAPTAIN NEMO』（日本青年館・ドラマシティ）フローレンス
- 2017年11 - 2018年2月、『ひかりふる路（みち）〜革命家、マクシミリアン・ロベスピエール〜』マリー＝アンヌの母／オランプ『SUPER VOYAGER!』
- 2018年3 - 4月、『義経妖狐夢幻桜（よしつねようこむげんざくら）』（バウホール）トキワ
- 2018年6 - 9月、『凱旋門』リュシェンヌ・マルチネ『Gato Bonito!!』
- 2018年11 - 2019年2月、『ファントム』カルロッタ[3]
- 2019年3 - 4月、『PR×PRince』（バウホール）ベアトリス王妃
- 2019年5 - 9月、『壬生義士伝』 - ビショップ夫人（イザベラ・バード）『Music Revolution!』
- 2019年10 - 11月、『はばたけ黄金の翼よ』 - シントラ『Music Revolution!』（全国ツアー）
- 2020年1 - 3月、『ONCE UPON A TIME IN AMERICA（ワンス アポン ア タイム イン アメリカ）』 - シュタイン 退団公演、エトワール[4][3]